# Compromiso organizacional
Compromiso organizacional es el grado en que un empleado se identifica con una organización en particular y las metas de ésta, y desea mantener su relación con ella. Por tanto, involucramiento en el trabajo significa identificarse y comprometerse con un trabajo específico, en tanto que el compromiso organizacional es la identificación del individuo con la organización que lo emplea (Robbins, 2009: 79).
Porter, Steers, Mowday y Boulain (1974) consideran el compromiso organizacional como la creencia en las metas y valores de la organización aceptándolas, y teniendo voluntad de ejercer un esfuerzo considerable en beneficio de la organización y, en definitiva, desear seguir siendo miembro de la misma. Para Díaz y Montalbán (2002) sería la identificación psicológica de una persona con la organización en la que trabaja.
Los primeros estudios sobre compromiso organizacional aparecieron a partir de mediados de los años 1960 a raíz de los estudios de Lodhal y Kejner (1965), aunque será sobre todo en la década de los 70 cuando se popularice su estudio en el ámbito norteamericano y posteriormente en otros países occidentales.

## Modelos explicativos
En la actualidad existe consenso respecto a que el compromiso organizacional es un constructo multidimensional, es decir, que bajo la denominación de compromiso común existen diferentes tipos de compromiso independientes entre sí, de manera que una persona puede desarrollar uno u otro tipo de compromiso.
Uno de los modelos multidimensionales más populares ha sido el enunciado por Meyer y Allen (1991). Para estos autores, el compromiso se divide en tres componentes diferenciados:
- Compromiso afectivo, es decir la adhesión emocional del empleado hacia la empresa, adquirido como consecuencia de la satisfacción  por parte de la Organización de las necesidades y expectativas que el trabajador siente.
- Compromiso de continuación, como consecuencia de la inversión de tiempo y esfuerzo que la persona tiene por su permanencia en la empresa y que perdería si abandona el trabajo.
- Compromiso normativo, o deber moral o gratitud que siente el trabajador que debe responder de manera recíproca hacia la empresa como consecuencia de los beneficios obtenidos (trato personalizado, mejoras laborales, etc.).

## Consecuentes y antecedentes del compromiso
Varios han sido las variables consecuentes que se han relacionado con el compromiso.
De todas ellas, sin embargo, ha sido las conductas de escape tales como la rotación y el absentismo las que se ha observado una mayor incidencia (Díaz, 2001; Matthieu y Zajac, 1990). Así se ha comprobado que los trabajadores con un alto grado de compromiso (tanto afectivo, de continuidad como normativo) poseen mayor intención de permanecer en la empresa que otros trabajadores con niveles inferiores de compromiso.
En  cuanto a los antecedentes, varios son los que modulan el compromiso de las personas con su Organización. A grandes rasgos podemos agruparlos en dos: características personales y factores situacionales.
- Entre los personales podemos citar el género, la edad y la educación (Allen y Meyer, 1993, Matthieu y Zajac, 1990).

- Entre los situacionales  Harrison y Hubbard (1998) han señalado:
  - Las características del trabajo: la satisfacción hacia la tarea es un antecedente del compromiso (Lok y Crawford, 2001). La pertenencia o estar insertos dentro de grupos de personas altamente comprometidas.
  - Las características de la organización: tales como eficiencia organizacional y adaptabilidad.
  - Experiencias laborales previas ocurridas durante la vida laboral del trabajador. Entre estas podemos citar las conductas de supervisión de los jefes o la participación en la toma de decisiones.